# Gustav Richard Lambert
Gustav(e) Richard Lambert (* 17. Februar 1846 in Berlin; † 23. Mai 1907 in Radebeul; auch Richard Lambert) war ein Fotograf in Singapur (Gründer von G. R. Lambert & Co.) und in Dresden. In Fernost als Hoffotograf des Königs von Siam diplomiert, wurde er auch zu seiner späteren Dresdner Zeit im Adreßbuch der Hoflieferanten im Königreich Sachsen als solcher geführt.

## Leben und Wirken
Lambert traf nach einer Quelle 1875 in Singapur ein, wo er im selben Jahr das Fotostudio G. R. Lambert & Co. dort in der Orchard Road eröffnete. Nach einer Unternehmensanzeige von 1917 soll es Lamberts Atelier jedoch schon seit 1872 gegeben haben. Lambert war verwandt mit der Familie Lambert, die zu jener Zeit die Singapore Carriage Works and Livery Stables betrieben.
Die National Gallery of Australia gibt etwas andere Lebensdaten an: Aufenthalt in Singapur 1867–70, Holland 1870–77, Singapur 1877–80, Holland 1880–82, Singapur 1882–86 und Deutschland von um 1886 bis zu seinem Tod 1907. Nach jenen Angaben wurde Lambert 1886 in Singapur naturalisiert. Sein Singapurer Fotoatelier gründete Lambert am 10. April 1867 in der High Street Nr. 1.
Lambert war mit Neeltje Lucretia Coenradina geb. Groeneveld (* 23. Februar 1850 in Woerden; † 10. Oktober 1923 in Radebeul) verheiratet und hatte mit ihr zwei Töchter und einen Sohn (Fritz Lambert). Privat wohnte Lambert zuletzt in der heute denkmalgeschützten Villa Hölderlinstraße 4 im Dresdner Vorort Radebeul, wo später sein Sohn als Psychotherapeut wirkte.
Lambert wurde auf dem Friedhof Radebeul-Ost beerdigt, ebenso wie später seine Ehefrau sowie sein Sohn.

### G. R. Lambert & Co. in Fernost

Singapur um 1902, Battery Road. Rechts am dunklen Gebäude hängt Lamberts Schild Photo Studio.

Lamberts Fotoatelier schaltete ab 1878 im Singapore directory for the Straits Settlements Werbung für den Standort Orchard Road. 1885 oder 1886 übergab Lambert die Unternehmensführung in Singapur an seinen Partner Alexander Koch und verließ die Straits Settlements, um nach Deutschland zurückzugehen. Die nächsten zwanzig Jahre, bis 1905, führte Koch die Geschäfte. In den 1890er Jahren lag der Unternehmensmittelpunkt im Gresham House in der Battery Road, dort wo heute das Straits Trading Building steht. Ab 1905 führte der von Reutlinger in Paris gekommene H. Thomas Jensen die Geschäfte. Im August 1914, mit Beginn des Ersten Weltkriegs, übernahm der aus London von Lafayette gekommene Brite H. Nugent Buckeridge (Geschlecht unbekannt) als Fotograf die Leitung des Ateliers in der Orchard Road.
Die Niederlassung im Sultanat Deli auf Sumatra wurde Mitte der 1880er Jahre durch H. Stafhell geführt, zudem gab es eine Niederlassung in Kuala Lumpur. Das Bangkok-Atelier wurde um 1895 von C. Frichas betrieben, ein weiteres gab es auf Borneo. Mit diesen zahlreichen Niederlassungen war Lambert & Co. das größte Fotoatelier auf der Malaiischen Halbinsel. An die 3000 Aufnahmen des Fernen Ostens aus der Zeit vor und nach jener Jahrhundertwende, von Porträts bis hin zu Landschaften, entstanden durch die Arbeit der Lambert-Fotografen.
G.R. Lambert and Co. waren Hoffotografen des Königs von Siam, Chulalongkorn, und des Sultans von Johor. Bekannte Aufnahmen stammen auch von den Federal Conferences in den Jahren 1896 und 1903 und von dem Besuch des Gouverneurs Sir John Anderson in Kelantan im Jahr 1909.
Lambert bzw. seine fernöstlichen Fotoateliers beschäftigten zahlreiche, oft auch deutsche, Fotografen, darunter
- 1885: C. Petersen, H. Schübert, Miss Besagoiti, T. A. (oder J. A.) Rodrigues
- 1901: R. Herbst, H. V. Katte, C. Warleberg, A. Beattie
- 1910: O. Schwemer (Atelierleiter), H. L. Coghlan, W. Ewald, S. Gauder, R. Matsunaga

In Folge des Ersten Weltkriegs wurde das deutsche Unternehmen, das bis zum Ende unter dem Namen des 1907 verstorbenen Lambert geführt wurde, 1919 aufgelöst. Seine möglicherweise direkte Nachfolge trat das von etwa 1920 bis um 1929 aktive Fotostudio Empire Studio Ltd. an.

### Lamberts Atelier in Dresden
Lamberts sächsisches Atelier lag in der Dresdner Seestraße 21. Es gehörte zu den in Sachsen akkreditierten Hoflieferanten. Als Nachfolger seines Vaters wurde Sohn Fritz 1907, unter dem Namen Luis Frederic Lambert, ebenfalls als Hoffotograf mit der Adresse Seestraße 21 geführt. 1909 hatte Lambert das Atelier Seestraße aufgegeben und wohnte als Fotograf L. Friedrich Lambert auf der Bürgerwiese.

## Rezeption
“Lambert has maintained a high reputation for artistic portraiture, and of landscapes they have one of the finest collections in the east, comprising about three thousand subjects relating to Siam, Singapore, Borneo, Malaya and China. An extensive trade is done in picture postcards, the turnover being about quarter of a million cards a year. A large stock of apparatus for amateurs is always kept in hand.” (Arnold Wright: , deutsch: „Lambert erarbeitete sich eine große Reputation für künstlerische Porträtfotografie. Bei Landschaftsfotografien hatten sie eine der feinsten Kollektionen im fernen Osten, insgesamt um die drei Tausend Objekte aus Siam, Singapur, Borneo, Malaya und China. Ein bedeutender Handel fand statt mit Bildpostkarten, von denen pro Jahr ungefähr eine Viertel Million abgesetzt wurden. Ein großer Vorrat an Amateurfotoapparaten wird jederzeit vorgehalten.“)

Fullerton Square in Singapur vor 1906: Singapore Club und das Postamt (Handkoloriertes Foto aus der Ausstellung im Philatelic Museum of Singapore 2010)

Im Jahr 2010 fand im Philatelic Museum of Singapore unter dem Titel The Originals of G.R. Lambert eine Ausstellung mit Werken von Lambert statt. Würdigungsgrund: „Die frühe Fotografie in Singapur wurde durch einen Deutschen geprägt: G.R. Lambert.“